# کتبا (کارولینای شمالی)
کتباً (به انگلیسی: Catawba) شهری در ایالت کارولینای شمالی کشور ایالات متحده آمریکا است که جمعیت آن در سرشماری سال ۲۰۱۰ میلادی، ۶۰۳ نفر بوده‌است.